# All I Want (chanson de The Offspring)
Pour les articles homonymes, voir All I Want.
Singles de The Offspring
Smash It Up
(1995) Gone Away
(1997)
All I Want est la 10e piste de l'album Ixnay on the Hombre du groupe de punk rock californien The Offspring. Sortie en février 1997 et d'une durée de 1 minute et 56 secondes, elle fut le 1er single de l'album. Elle a atteint la 31e place au Royaume-Uni et la 15e place en Australie.

## Création
La chanson a d'abord été écrite par le chanteur Dexter Holland sous le nom Protocol pour le groupe Bad Religion. Les paroles avaient un vocabulaire plutôt compliqué comme beaucoup de chansons de ce groupe. Cependant, quand Holland a proposé de la jouer pour le propriétaire d'Epitaph et le guitariste de Bad Religion, ce dernier lui a dit de la jouer de façon plus acoustique ou quelque chose dans ce genre. Refusant ces modifications, Holland a réécrit les paroles pour que la chanson sonne comme une chanson d'Offspring.

## Analyse
All I want fut le plus grand succès de l'album[réf. nécessaire]. Elle est une pure effervescence pop qui rappelle le style de Green Day par certains de ses extraits. C'est une chanson que l'on peut comparer à Self Esteem ou Come Out and Play quant à sa capacité à survolter les masses par son rythme ultra-rapide et l'agressivité de son interprétation instrumentale et vocale[réf. nécessaire].

Selon Dexter Holland[réf. nécessaire], 

« Cette chanson est un cri d'indépendance. Depuis que nous avons eu du succès avec Smash, des gens de classes et de conditions différentes sont venus nous trouver pour nous donner des conseils sur ce qu'on doit faire. Certains se sont dits nos amis alors qu'ils ne l'avaient jamais été. Et ça, c'est ma façon de dire que ça suffit »

.

## Vidéoclip
La vidéo a été réalisée par David Yow, un membre du groupe The Jesus Lizard. Le clip montre des images de The Offspring, jouant et chantant le morceau, entrecoupées d'images d'un jeune homme qui se rebelle contre la société. Ce dernier enlève ses vêtements pendant qu'il court à travers la ville et à la fin du clip, on le retrouve dans un champ, tombant dans une flaque boueuse.